# Blarina brevicauda
Espèce
Statut de conservation UICN

 LC  : Préoccupation mineure
La Grande musaraigne, (Blarina brevicauda), appelée aussi parfois plus précisément Grande musaraigne à queue courte  est une espèce d'insectivores de la famille des soricidés. On la retrouve en Amérique du Nord. C'est la plus grande musaraigne de l'est du Canada. Elle est grise.

## Caractéristiques
La Grande musaraigne est de couleur grise. Elle a une longueur totale de 9,5 à 14,4 cm incluant une queue de 1,7 à 3,3 cm de long. Ses pieds mesurent entre 12 et 18 mm. Les individus adultes ont un poids se situant entre 12 et 28 g tandis que les nouveau-nés ont un poids entre 0,8 et 1 g. Les mâles et les femelles ont sensiblement la même taille. On la distingue des autres musaraignes par sa grande taille et sa courte queue. Ses glandes sous maxillaires sécrètent un venin qui est transmis par la salive qui peut paralyser et tuer une proie de la taille d'une souris. Elle se déplace par écholocalisation grâce aux ultrasons qu'elle émet en mouvement.
Elle a une longévité de 18 mois en milieu naturel. Certaines Grandes musaraignes ont atteint l'âge de 33 mois en captivité.

## Mœurs
La Grande musaraigne est active à l'année longue et vit surtout de façon nocturne. Elle est active environ quatre heures par jour avec seulement de courtes périodes d'activités alternant avec des périodes de repos.
C'est un animal très agressif qui n'hésite pas à attaquer des animaux plus grand qu'elle comme une couleuvre ou un jeune lièvre. Elle vit de manière solitaire sur un territoire assez restreint qu'elle délimite avec des marques odorantes et des tas de matière fécale. La taille de son territoire dépend de la disponibilité de la nourriture sur celui-ci.

## Reproduction
Les femelles ont jusqu'à trois portées de trois à dix petits, généralement cinq ou six, entre le mois de mars et celui de septembre après une période de gestation de 20 à 22 jours. Les nouveau-nés sont nus et aveugles. Leur sevrage s'effectue au bout de 25 jours. Les femelles atteignent leur maturité sexuelle à l'âge de 6 à 8 semaines tandis que les mâles l'atteignent à 2 ou 3 mois. Néanmoins, la plupart des femelles ne se reproduisent pas avant le début de leur second été.

## Alimentation

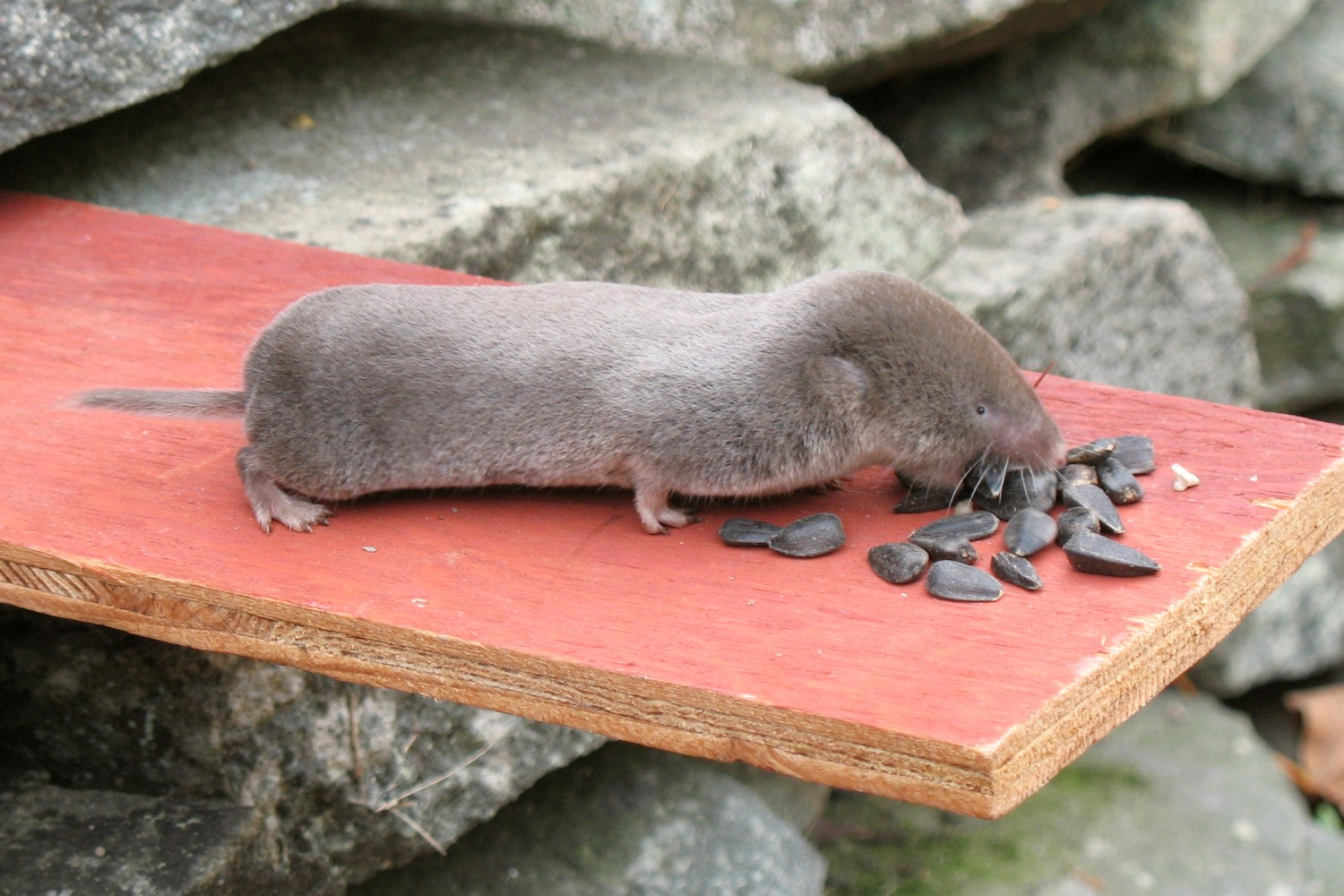
Grande musaraigne au Bas-Saint-Laurent au Québec

L'alimentation de la Grande musaraigne est surtout composée de grands insectes, d'araignées, d'escargots, de grenouilles et de vers. Elle se nourrit aussi de champignons du genre Endogone. Il lui arrive d'accumuler des réserves de nourriture.

## Prédation
Les principaux prédateurs de la Grande musaraigne sont les rapaces comme le grand-duc et la chouette rayée. Certains mustélidés, les coyotes, les renards roux et les lynx roux font aussi partie de la liste de ses prédateurs. La Grande musaraigne est aussi victime des chats et des chiens domestiques.

## Répartition et habitat

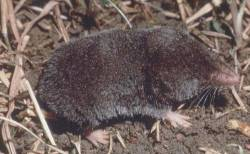
Grande musaraigne au Parc national d'Acadia au Maine

L'aire de répartition de la Grande musaraigne est située au Canada depuis l'est de la Saskatchewan jusqu'aux Maritimes et dans la partie septentrionale du centre et de l'est des États-Unis.
On retrouve la Grande musaraigne dans les endroits humides et dont le sol est recouvert d'humus des forêts de conifères et de feuillus, des marécages et des zones broussailleuses. Elle se fabrique un nid de forme sphérique ayant un diamètre atteignant 20 cm avec des herbes et des feuilles situé sous une bûche ou dans l'humus. Elle creuse des galeries souterraines dans l'humus.

## Liste des sous-espèces
La Blarina brevicauda a onze sous-espèces reconnues selon MSW [22 mars 2010] :
- sous-espèce Blarina brevicauda aloga
- sous-espèce Blarina brevicauda angusta
- sous-espèce Blarina brevicauda brevicauda
- sous-espèce Blarina brevicauda churchi
- sous-espèce Blarina brevicauda compacta
- sous-espèce Blarina brevicauda hooperi
- sous-espèce Blarina brevicauda kirtlandi
- sous-espèce Blarina brevicauda manitobensis
- sous-espèce Blarina brevicauda pallida
- sous-espèce Blarina brevicauda talpoides
- sous-espèce Blarina brevicauda telmalestes

## Relations avec l'homme
La morsure de la Grande musaraigne est inoffensive pour l'homme, mais provoque une enflure en plus d'une sensation de brûlure.

## Préservation
La Blarina bervicauda est classée au statut « préoccupation mineure » selon l'Union internationale pour la conservation de la natureUICN.

#### Ouvrage
- Jacques Prescott et Pierre Richard, Mammifères du Québec et de l'est du Canada, Waterloo (Québec), Éditions Michel Quintin, 2004, 400 p. (ISBN 2-89435-270-0)